# Saarnijärvi
Saarnijärvi är en sjö i Finland. Den ligger strax väster om Lappi i landskapet Satakunta, i den sydvästra delen av landet, 200 km nordväst om huvudstaden Helsingfors. Saarnijärvi ligger 13,6 meter över havet. I omgivningarna runt Saarnijärvi växer i huvudsak barrskog. Arean är 60 hektar och strandlinjen är 3,72 kilometer lång. Sjön  ingår i Lapinjokis huvudavrinningsområde. 